# 11 mai 1992
Le lundi 11 mai 1992 est le 132e jour de l'année 1992.

## Naissances
- Éléonore Grossemy, joueuse de basket-ball française
- Adah Sharma, actrice indienne
- Ammy Virk, chanteur et acteur pendjabi
- Bobi (morte le 21 octobre 2023), chien qui aurait vécu le plus longtemps, malgré des doutes importants sur la véracité du record
- Bryan Rust, joueur professionnel américain de hockey sur glace
- Sébastien Debs, joueur de Dota 2
- Christina McHale, joueuse de tennis américaine
- Federico Ceccherini, joueur de football italien
- Florent Perradin, footballeur français
- Glenn Sparkman, joueur de baseball américain
- Lisa Makas, joueuse de football autrichienne
- Pablo Sarabia, footballeur espagnol
- Pierre-Ambroise Bosse, athlète français
- Sanija Ameti, personnalité politique suisse
- Stephen O'Donnell, footballeur écossais
- Thibaut Courtois, footballeur belge

## Décès
- Kurt Bendix (né le 19 novembre 1904), chef d'orchestre suédois
- Otto Voisard (né le 18 mai 1927), industriel austro-allemand
- Shotaro Miyamoto (né le 1 décembre 1912), astronome japonais
- Tsuneyoshi Takeda (né le 4 mars 1909), prince japonais

## Événements
- Création de la province de Biliran
- Sortie de la chanson Friday I'm in Love du groupe The Cure
- Début de Hélène et les Garçons
- Début de l'Open d'Allemagne 1992